# Canthocamptus unisetiger
Canthocamptus unisetiger is een eenoogkreeftjessoort uit de familie van de Canthocamptidae. De wetenschappelijke naam van de soort is voor het eerst geldig gepubliceerd in 1899 door Graeter.